# Кастелло-ди-Амороса
Кастелло-ди-Амороса (англ. Castello di Amorosa) — замок в стиле XIII века как центр крупного поместья с виноградниками и винодельней. Расположен недалеко от города Калистога, в округе Напа, штат Калифорния, США. Замок построен по инициативе Дарио Саттуи, который является виноделом в четвёртом поколении. Он является владельцем и управляющим компании по выращиванию винограда и производству вин V. Sattui, названной в честь Витторио Саттуи, прадеда Дарио. Витторио основал винодельню около Сан-Франциско ещё в 1885 году после эмиграции из Италии. Впервые замок был открыт для публики в апреле 2007 года.

## История
Нынешняя винодельня когда-то была частью поместья хирурга Эдварда Тёрнера Бэйла.
Возведению замка предшествовало путешествие в Европу Дарио Саттуи. Выпускник Калифорнийского университета в 1969 году отправился через океан. Он провёл два года в Европе, где увлёкся средневековой архитектурой. Дарио фотографировал различные старинные здания, монастыри, дворцы и крепости. Именно тогда у него возник замысел о строительстве в США замка, похожего на классическую крепость средних веков.
В 1993 году семья Саттуи приобрела 171 акр (69 га) за 3,1 миллиона долларов. Затем были вложены ещё 40 миллионов долларов в строительство Кастелло-ди-Амороса, хозяйственных построек и винодельни внутри главного здания. По замыслу создателей здание должно было напоминать средневековый замок средиземноморского региона. Непосредственно строительные работы начались в 1995 году.
Из-за мощного пожара, начавшегося 27 сентября 2020 года, поместью был нанесён серьёзный ущерб. Весь урожай вина сорта Fantasia 2020 года был утрачен. Однако замок не пострадал.

## Описание
Внутренние пространства Кастелло-ди-Амороса включают 107 помещений на 8 уровнях (в том числе и ниже уровня земли). Их общая площадь на момент открытия в 2007 году составляла приблизительно 11 200 квадратных метров. В последующие годы комплекс был значительно расширен.
Ключевые решения при возведении фасадов (с учётом строительных традиций) соответствуют замковой архитектуре XII—XIII веков. Среди важных атрибутов классической крепости той эпохи можно упомянуть внешний защитный ров, подъемный мост, высокие угловые башни и внутренний двор. Внутри были созданы камера пыток, замковая часовня, арсенал и большой рыцарский зал. Последнее помещение имеет размеры 22 х 9,1 метра с высоким сводчатым потолком, который достигает высоты 6,7 метра.
Замковая тюрьма построена по всем правилам Средних веков. В том числе здесь в виде экспонатов представлены и некоторые знаменитые орудия пыток. В частности железная дева. Владельцы замка уверяют, что купили этот жутковатый артефакт за 13 тысяч долларов в итальянской Пьенце. Большой зал украшен фресками, которые создали два итальянскими художника. Их работа продлилась около полутора лет. Кроме того в рыцарском зале смонтирован старинный камин, сложенный в одном из замков Европы около 500 лет назад.
По желанию заказчика каменная кладка была выполнена с использованием старинных технологий. Кроме того многие необходимые предметы из железа и дерева созданы вручную по подобию аналогичных средневековых. Всего на возведение стен и башен ушло около 8000 тонн местного камня, а также 850 тысяч кирпичей, импортированных из Европы. Черепица для крыши изготовлена из терракоты.
В склоне холма, примыкающего к замку, находится лабиринт пещер. Их общая длина достигает 270 метров.
Под замком расположен просторный погреб площадью 8100 квадратных метров и дегустационные залы.

## Использование
В Кастелло-ди-Амороса посетители могут попробовать вина, изготовленного на местной винодельне из сортов выращенного в поместье винограда.
Из-за особенностей законодательства округа Напа в замке и на его территория нельзя проводить свадьбы и торжественные приёмы. Но здесь допускается организация корпоративных собраний и мероприятий по сбору средств на благотворительность или предвыборные кампании.
В мае 2012 года власти округа запретили проведение в замковой часовне еженедельных католических месс.

## Галерея

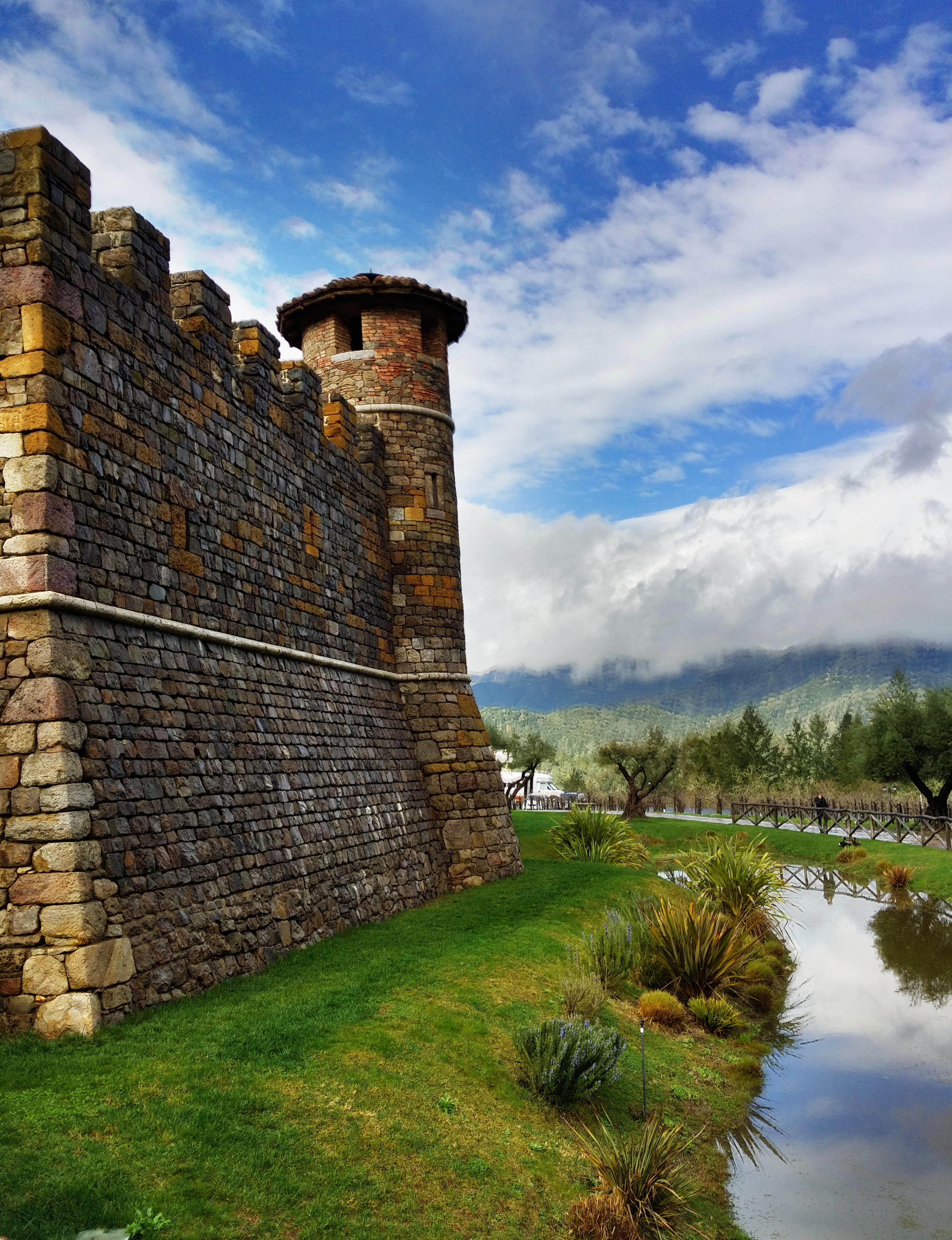
Стена и защитный ров замка
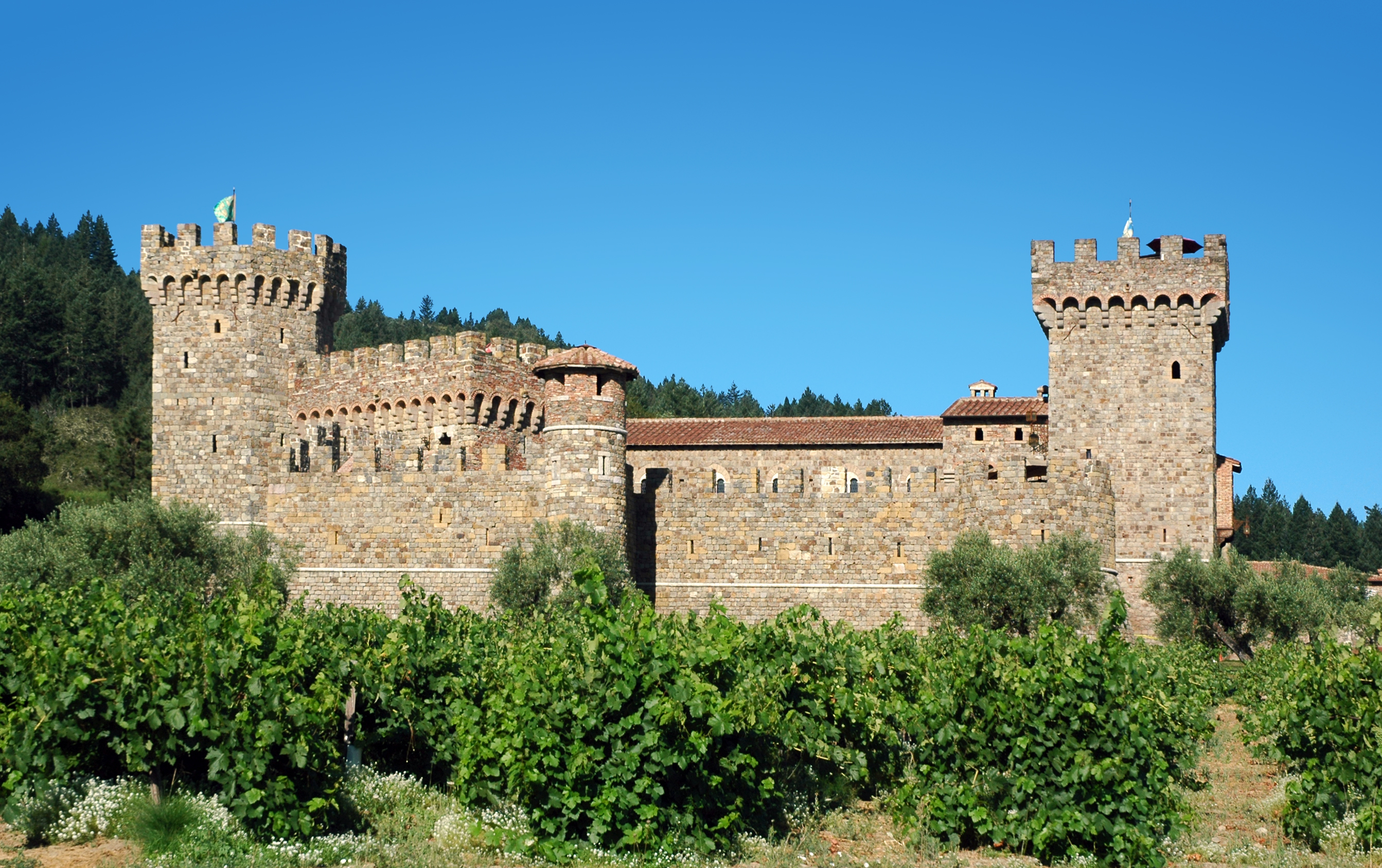
Общий вид замка
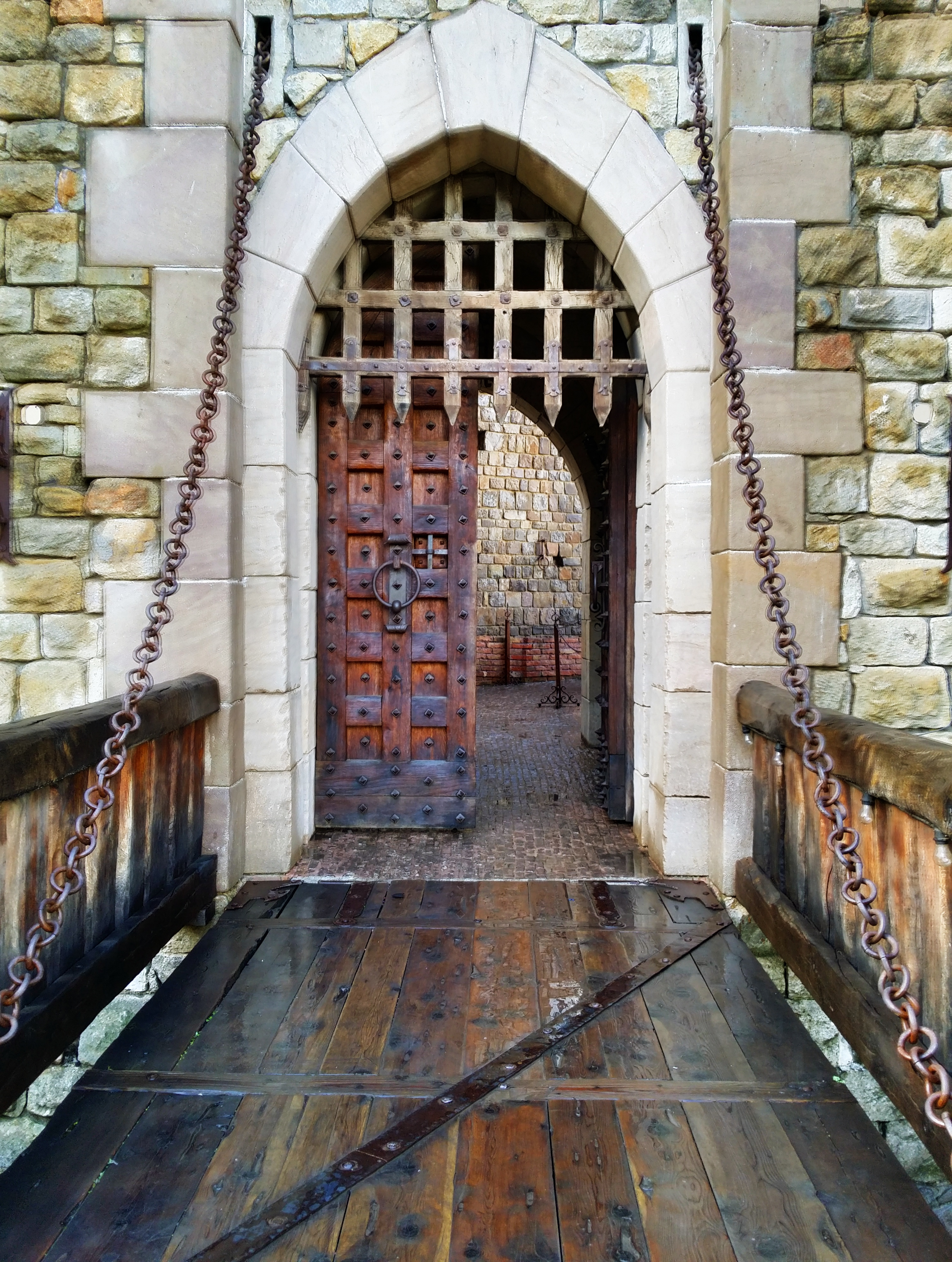
Подъёмный мост и главный вход
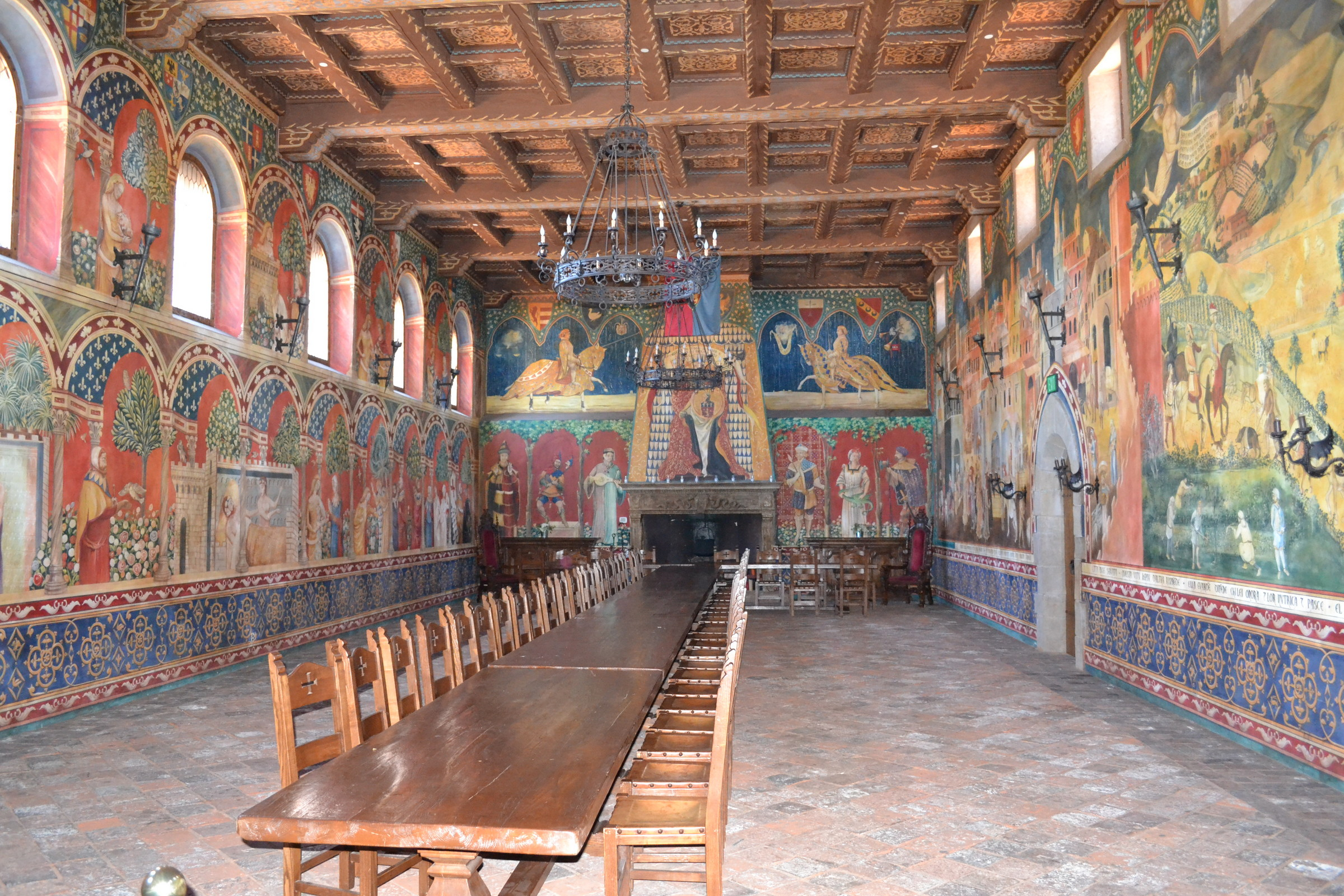
Рыцарский зал
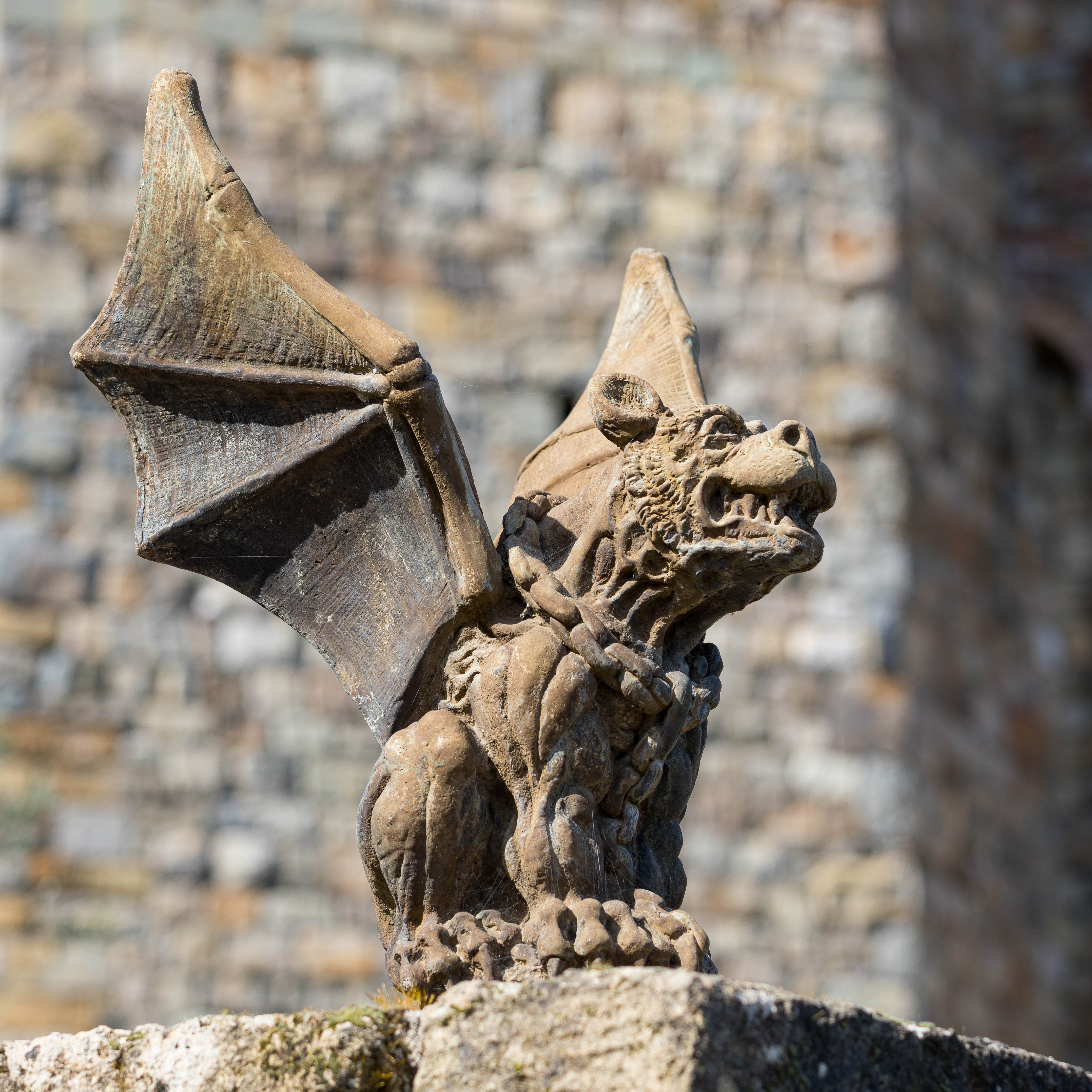
Горгулья на стене замка